# Легуар
Легуар (лат. Panthera liguar) — гібрид великих кішок між самицею ягуара і самцем лева. Переважно чорного забарвлення (меланісти). Анатомія нагадує африканського лева, самці мають коротку чорну гриву. Обличчя висвітлене і майже сірого кольору. Іноді забарвлення буває коричнево-рудим чи темно-рудим. На тілі наявні темні плями, як у ягуарів.
Опудало знаходиться в Зоологічному Музеї Волтера Ротшильда в Хартфордширі, Англія.